# 28594 Ronaldballouz
28594 Ronaldballouz este o planetă minoră (asteroid), cu un diametru de 10,788 km, din centura de asteroizi. A fost descoperită pe 11 martie 2000 la Stația Anderson Mesa de Lowell Observatory Near-Earth-Object Search și a fost numită după Ronald-Louis Ballouz⁠(d). 
Obiectul prezintă o orbită caracterizată de o semiaxă mare de 2,7621487 UAi, o excentricitate de 0,18, o înclinație de 9,10888 ° în raport cu ecliptica.